# Air Uganda
Air Uganda fue la aerolínea nacional de Uganda. La compañía fue fundada en 2007 e inició sus vuelos comerciales el 15 de noviembre de 2007. Tiene su sede en Kampala, con su base de operaciones en el Aeropuerto Internacional de Entebbe, Air Uganda operaba vuelos regulares desde Entebbe a varios países del Este de África y Centro de África. Cesó sus operaciones en 2017.

## Propiedad
La compañía era 100% propiedad de Aga Khan Fund for Economic Development (AKFED), quien también cuenta con participación en las aerolíneas nacionales de Mali y Burkina Faso a través de su compañía Celestair.

## Tasas de ocupación
Air Uganda notificó haber trasladado más de 70.000 pasajeros en sus primeros doce meses, obteniendo además una media del 70% entre Entebbe y Juba. La tasa de ocupación entre Entebbe y Nairobi obtuvo una media del 60% durante su primer año de ocupación.

## Compañías asociadas
Durante la segunda mitad de 2008, Air Uganda firmó un acuerdo de código compartido con Air Tanzania en los servicios que ambas aerolíneas tienen en las rutas Entebbe-Kilimanjaro, Entebbe-Dar-es-Salaam y Entebbe-Zanzíbar. También fue firmado un acuerdo de código compartido entre Air Uganda y Brussels Airlines en la ruta Entebbe-Yuba operada por Air Uganda y en la ruta Entebbe-Bruselas operada por Brussels Airlines. Estos acuerdos fueron pronto seguidos de otros acuerdos similares entre Air Uganda y Qatar Airways.
A comienzos de 2009, Air Uganda firmó un acuerdo con Marsland Aviation para que esta última se encargase del transporte de los pasajeros con billetes de Air Uganda entre Yuba y Jartum y entre Jartum y Yuba. Air Uganda opera esta ruta dos veces a la semana. Marsland Aviation transporta a los pasajeros de Air Uganda cinco días a la semana, cuando Air Uganda no opera esta ruta.
En junio de 2010, Air Uganda firmó un acuerdo de código compartido con Rwandair para la ruta Entebbe – Kigali. Air Uganda operará la ruta con un vuelo cada mañana mientras que Rwandair operará esta ruta con un vuelo diario al atardecer. Ambas aerolíneas operan la ruta con un CRJ-200.

## Destinos
Air Uganda opera a los siguientes destinos (en febrero de 2010):

### África
- Kenia
  - Nairobi – Aeropuerto Internacional Jomo Kenyatta
  - Mombasa – Aeropuerto Internacional Moi
- Ruanda
  - Kigali – Aeropuerto Internacional de Kigali
- Sudán del Sur
  - Yuba – Aeropuerto Internacional de Yuba
- Tanzania
  - Dar Es Salaam – Aeropuerto Internacional Julius Nyerere
  - Zanzíbar – Aeropuerto Internacional de Zanzíbar
- Uganda
  - Entebbe – Aeropuerto Internacional de Entebbe Hub

## Flota

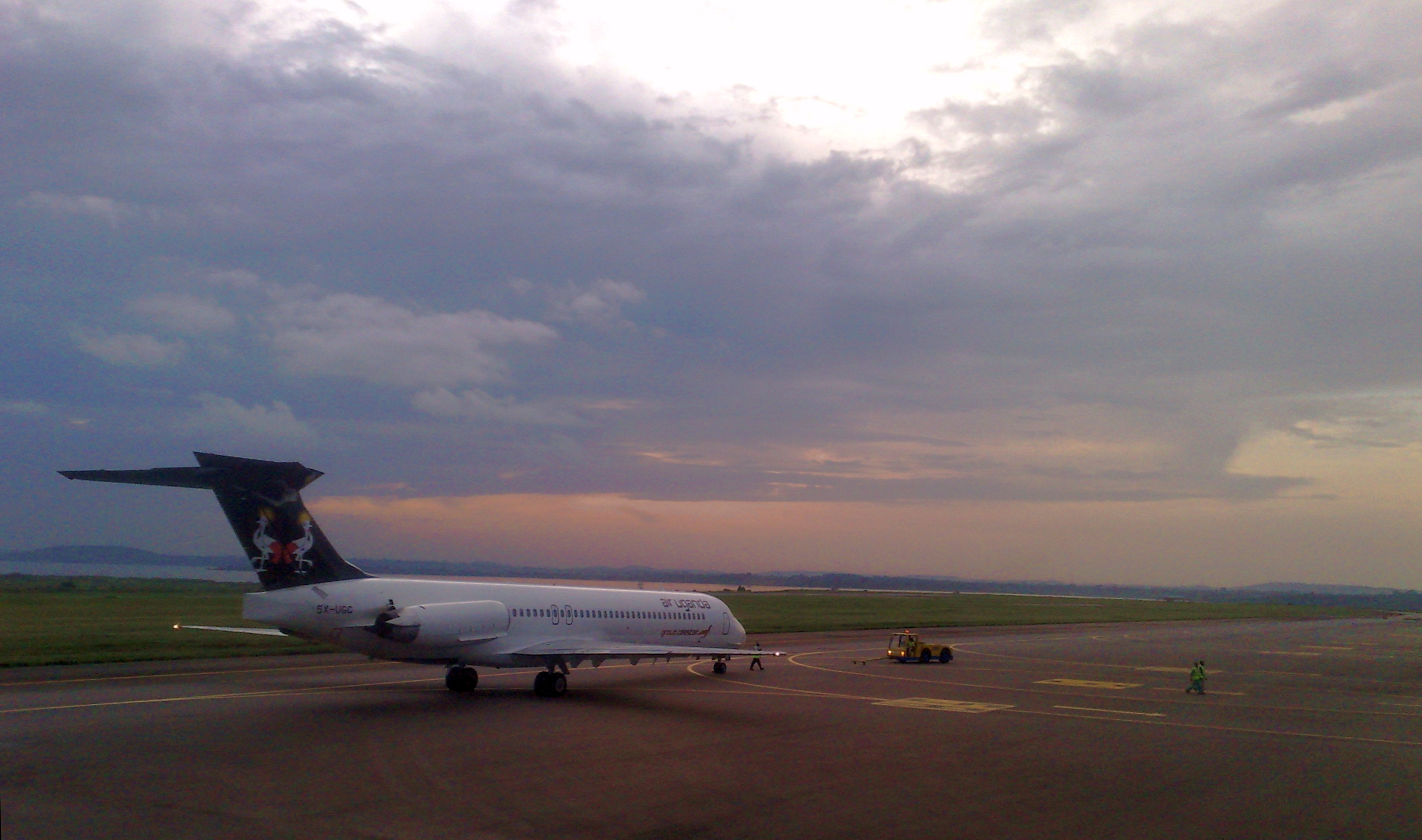
McDonnell Douglas MD-87 rodando hacia la pista 17 en el Aeropuerto Internacional de Entebbe.

La flota de Air Uganda se compone de las siguientes aeronaves en diciembre de 2010:

## Posibles ataques
El 9 de enero de 2010, la embajada estadounidense en Jartum, Sudán advirtió de un posible ataque terrorista en los aviones de Air Uganda que efectuaban rutas a Yuba, Sudán del Sur, y Kampala, Uganda. Según la embajada, se habían recibido informaciones de "una clara intención por parte de terroristas regionales de conducir un ataque mortal a bordo de un avión de Air Uganda."  De acuerdo con el ministro de exteriores de Sudán, sin embargo, la información no era muy relevante.  El ejército de Uganda dijo tener constancia de dicha advertencia desde comienzos de diciembre de 2009, si bien un portavoz del gobierno de Uganda dijo que no existía información suficiente que sustentase las precauciones.

## Fotos
- Foto de MD-87 de Air Uganda Reg:5X-UGB
- Foto de Bombardier CRJ100ER de Air Uganda Reg:5X-UGD Archivado el 11 de junio de 2011 en Wayback Machine.
- Foto de CRJ-200 de Air Uganda, Registro:5X-UGE en el Aeropuerto Internacional de Kigali el 22 de febrero de 2010